# Rue du Poumon
La rue du Poumon (en alsacien : Lungegässel) est une voie de Strasbourg rattachée administrativement au quartier Gare - Kléber.

## Situation et accès
La rue débute auu 28, rue des Tonneliers et se termine au 25, rue du Vieux-Marché-aux-Poissons. C'est une zone piétonne. 

## Origine du nom
À partir du XVe siècle, le nom de la rue (rue du Poumon, Lungengasse) fait le plus souvent référence au  nom de l'auberge – attestée en 1466 – qui occupait au Moyen Âge l'emplacement de l'actuel no 1.

## Historique
Elle connaît plusieurs dénominations successives, en allemand ou en français : Alte Münzegasse (1427), Altmassgasse (1466), Lungengasse (1484), rue du Poumon (1792), rue de la Constance (1794), rue de l'Ancienne Monnaie (1856), Lungengasse (1872), rue du Poumon (1918), Lungengasse (1940), rue du Poumon (1944).

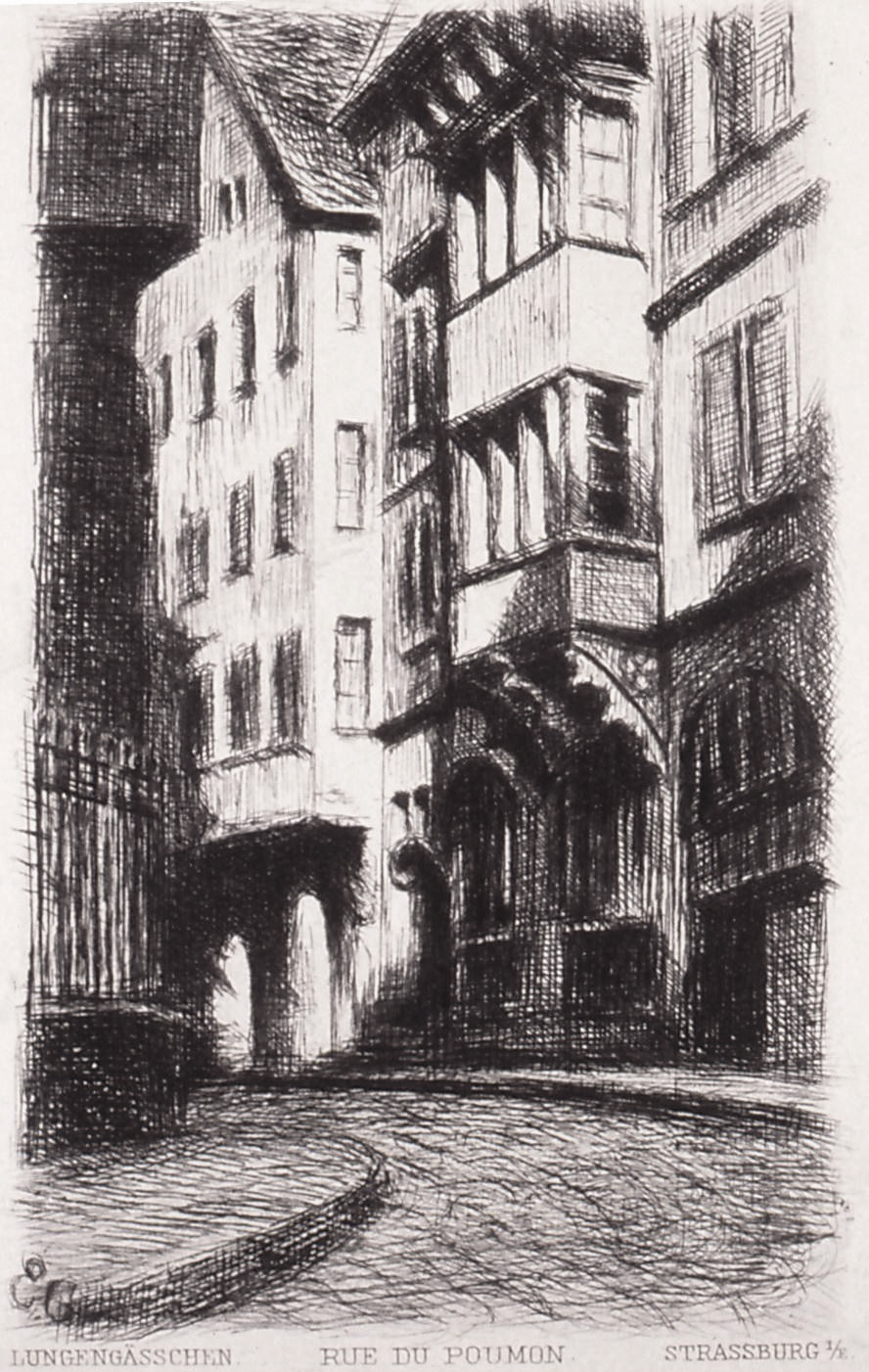
Élise Gérold (1880).
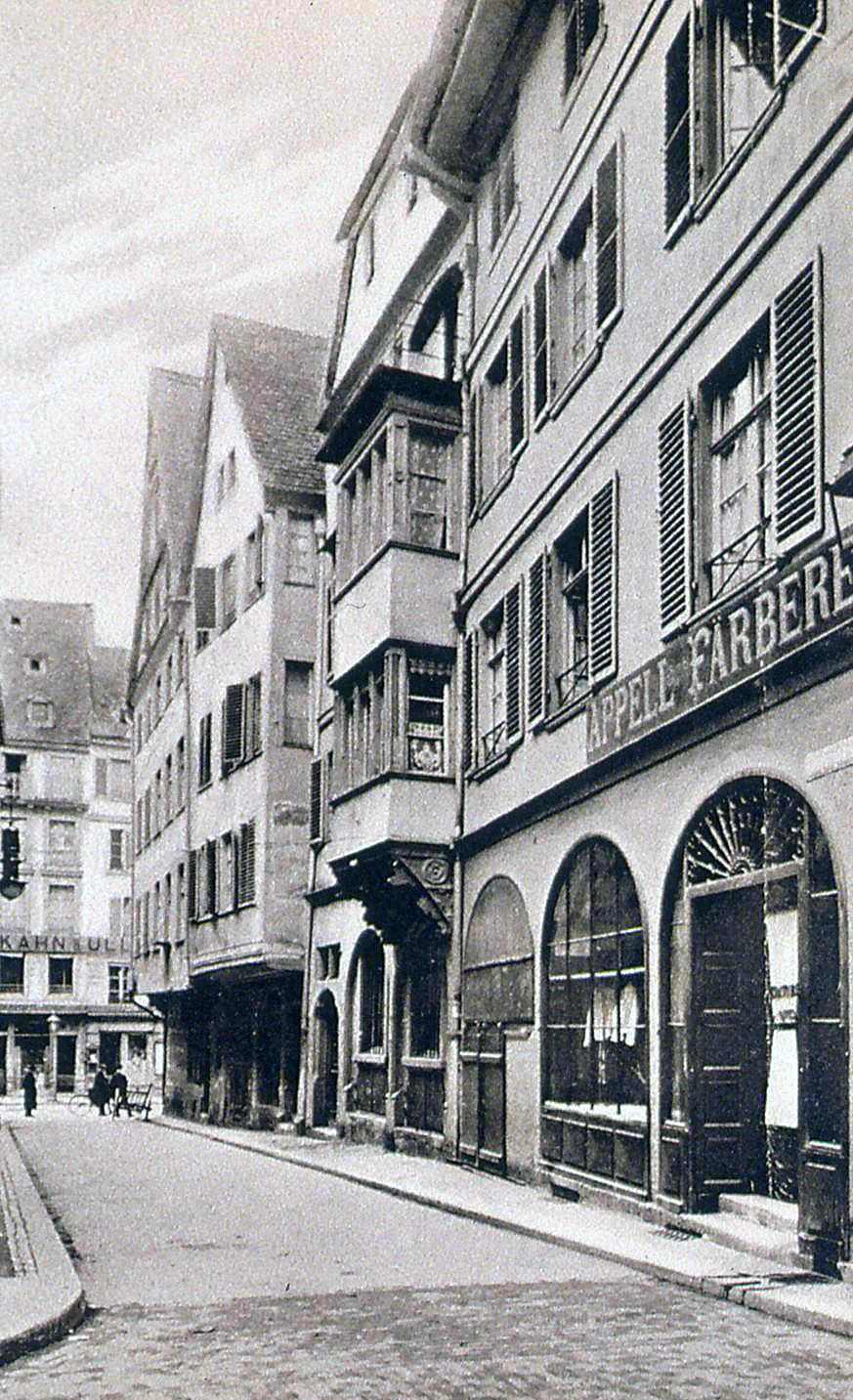
La rue en 1911.

Dès le XIIIe siècle, sur cet emplacement, les références à l'ancienne monnaie de Strasbourg sont nombreuses : Zu der alten Münssen, Zur schwarzen Münssen, Zur alten Münss, Alte Münssegasse. En effet, en 974, une charte de l'empereur Otton II accorde le droit absolu de battre monnaie à l'évêque de Strasbourg, Erchenbald (de) , un droit exercé par ses successeurs jusqu'à la fin du XIIIe siècle. Selon Adolphe Seyboth, l'atelier monétaire épiscopal aurait occupé l'endroit qui deviendra la rue du Poumon.

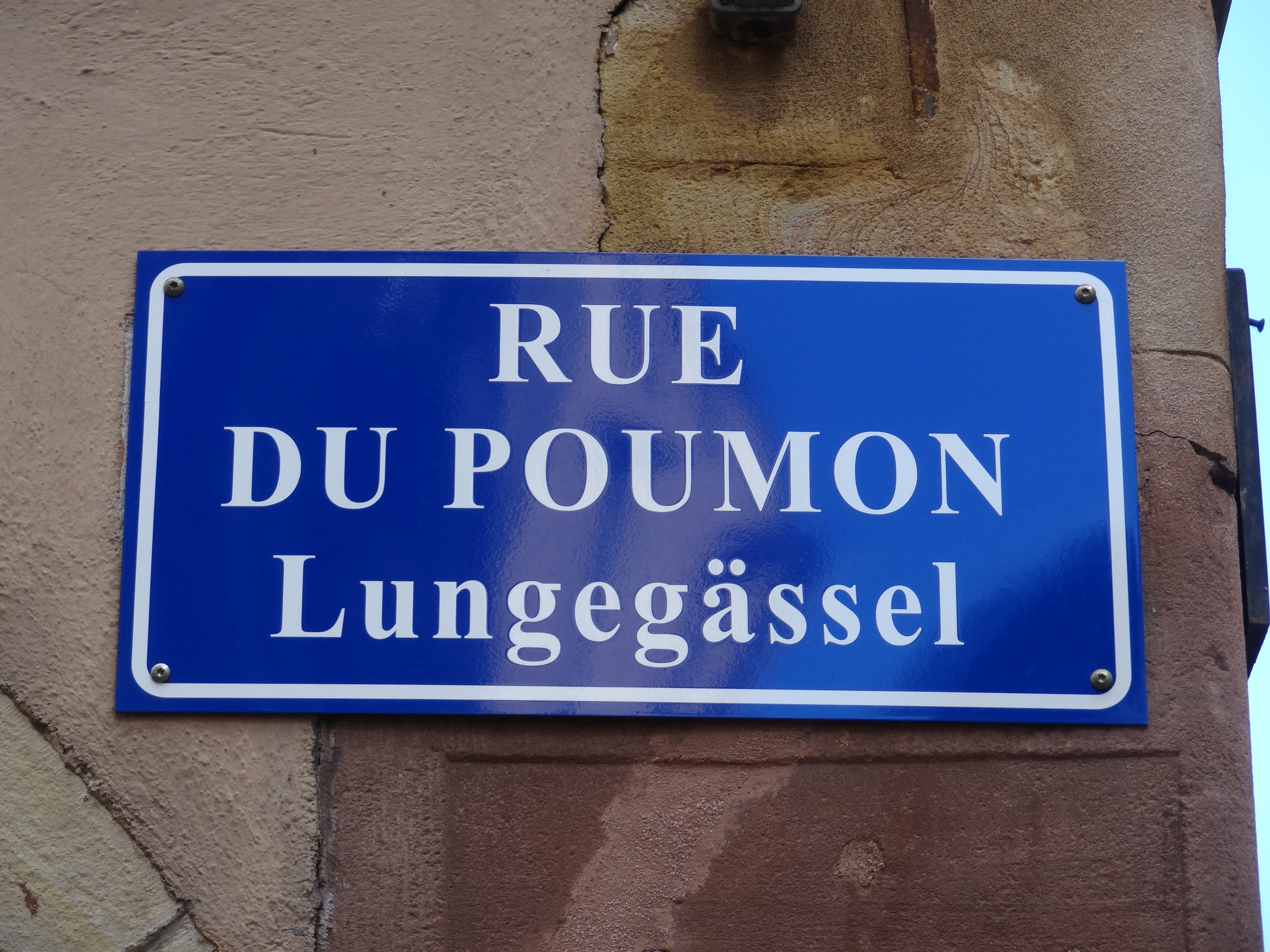
Plaque bilingue, en français et en alsacien.

Des plaques de rues bilingues, à la fois en français et en alsacien, ont été mises en place par la municipalité à partir de 1995. C'est le cas du Lungegässel.

## Bâtiments remarquables et lieux de mémoire
- no 1 : C'est là que se trouvait l'auberge Zur Lungen (« Au Poumon ») qui a donné son nom à la rue. Plusieurs commerces lui succèdent, dont un marchand confiseur qui effectue des transformations vers 1716. La porte cochère et les fenêtres à crossettes du rez-de-chaussée, toujours visibles, semblent dater de cette époque. Aujourd'hui à l'angle du no 30 de la rue des Tonneliers, la maison a toujours conservé le no 1[8].

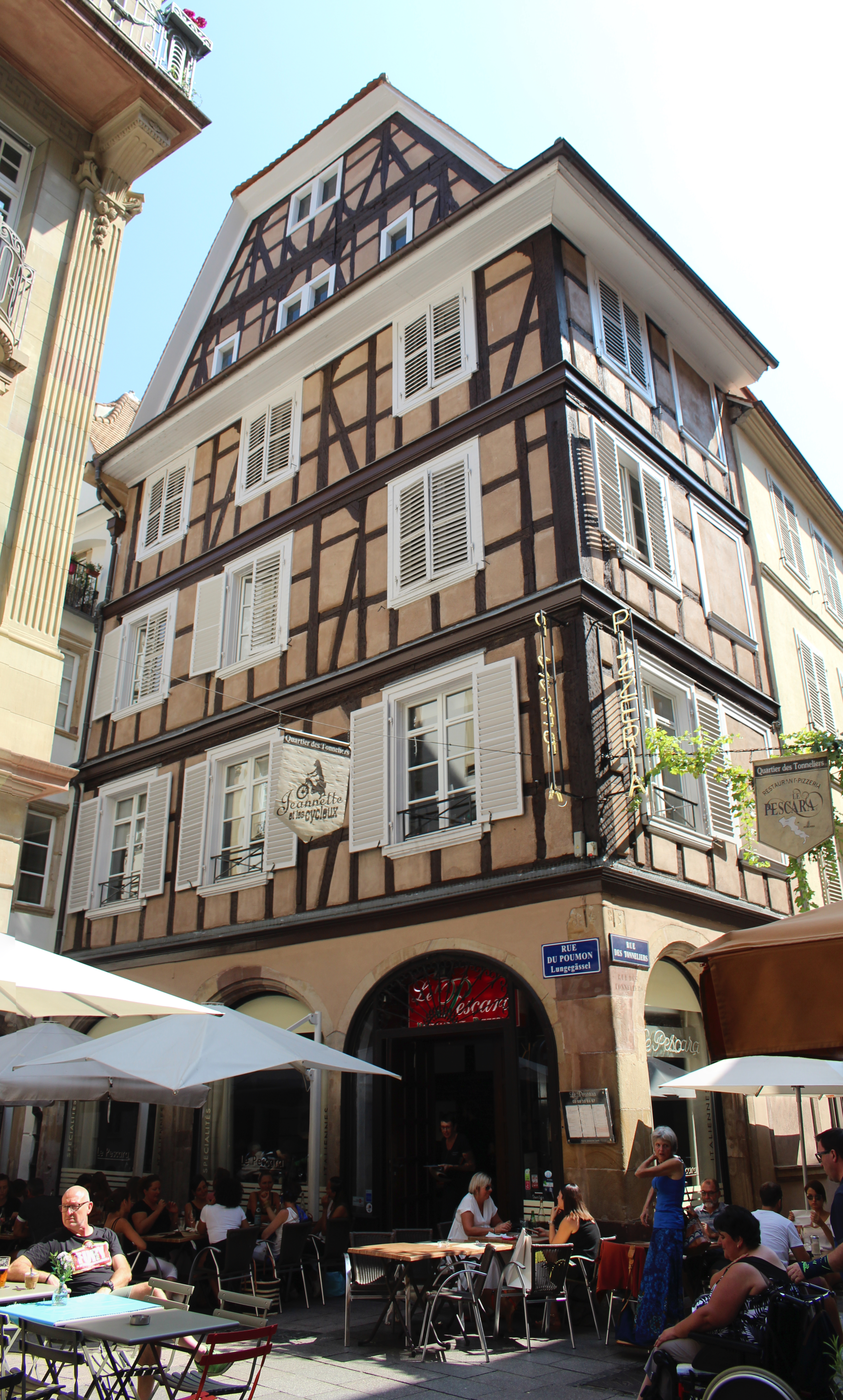
Pans de bois du no 2, à l'angle de la rue des Tonneliers.

- no 2 : Ce numéro correspond en réalité à deux maisons accolées, réunies au rez-de chaussée[9].
Celle qui fait l'angle avec la rue des Tonneliers est érigée en 1685, comme en témoigne le millésime gravé sur la pierre d'angle. Elle a été remaniée en 1830. Au-dessus des arcades cintrées du rez de chaussée, les étages supérieurs ont été restaurés pour rendre les pans de bois apparents[10].
L'immeuble Renaissance à oriel adjacent – qui portera ultérieurement le nom de « maison Simonis[2] » –, est daté de 1575, selon le millésime gravé sur les cartouches des montants du deuxième étage[3].  Les consoles et le dessous de l'oriel sont ornés d'une grande variété de motifs sculptés, rosaces et étoiles, dont l'étoile des brasseurs à six branches. Au XVIIIe siècle, les deux arcades du rez-de-chaussée sont fermées[3], un escalier baroque à balustres et feuillage[1], dit « à la française », est construit[9].
La façade et la toiture font l'objet d'une inscription au titre des monuments historiques depuis 1929[11].

L'autre no 2 : maison à oriel.
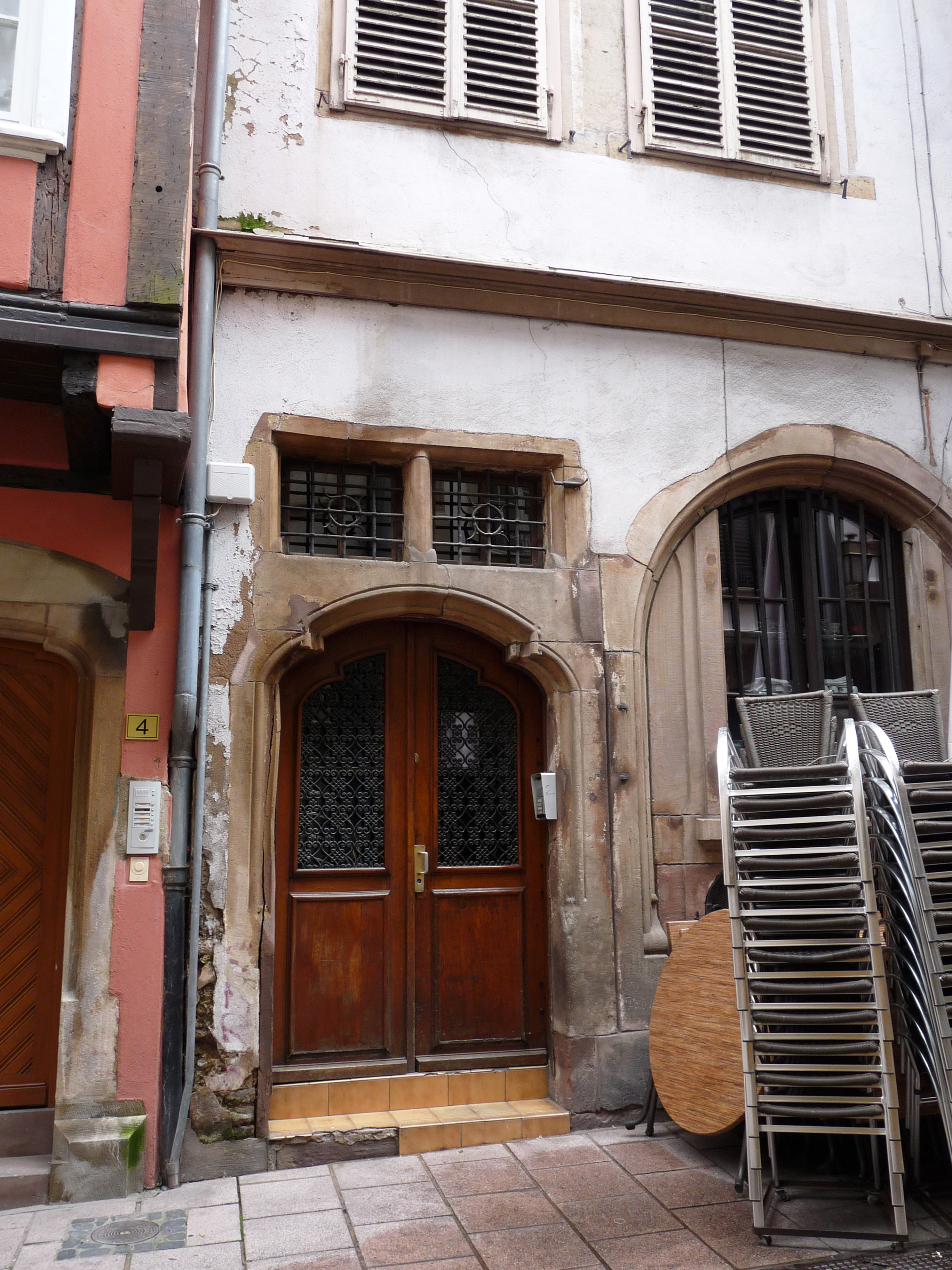
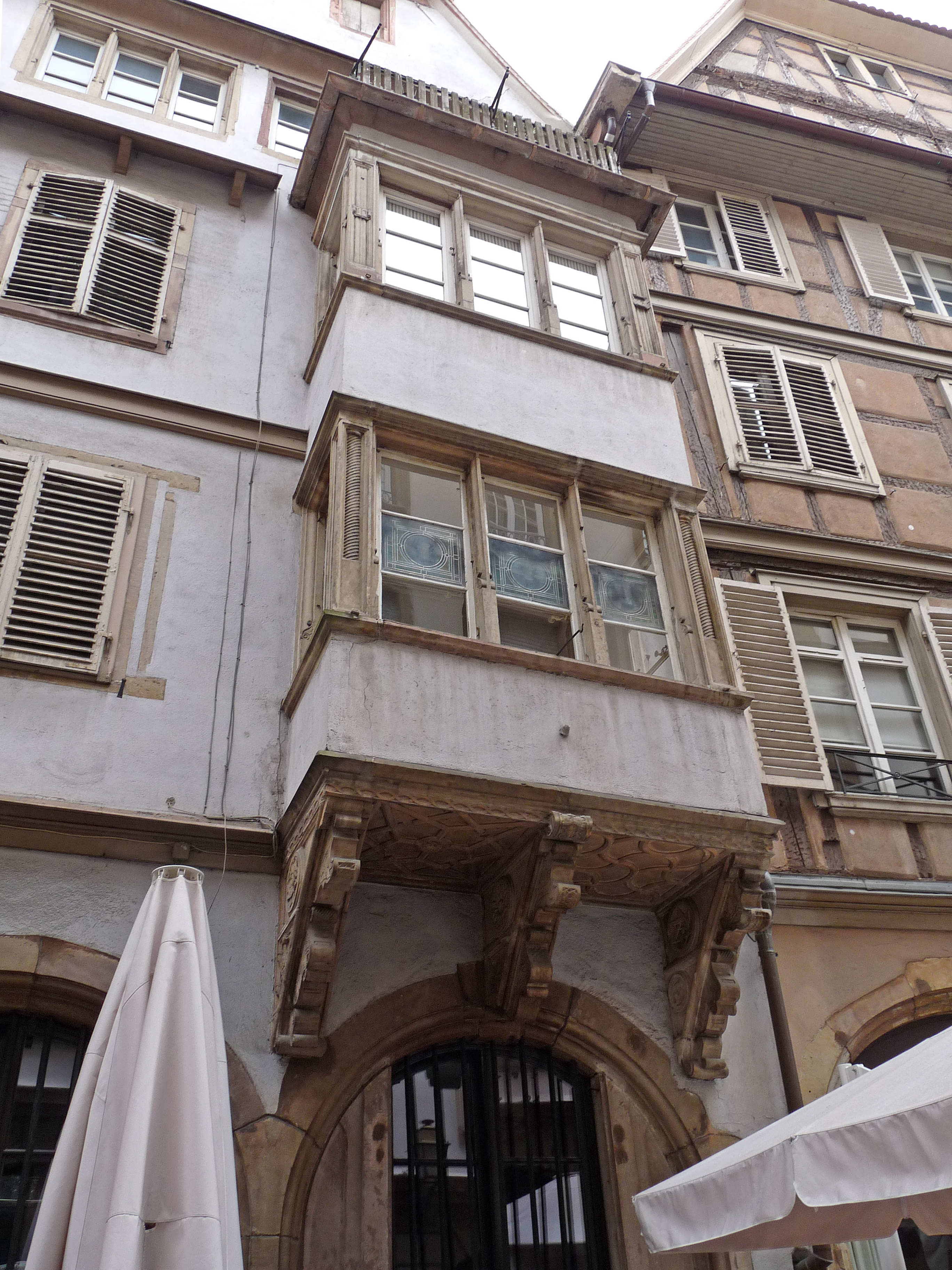
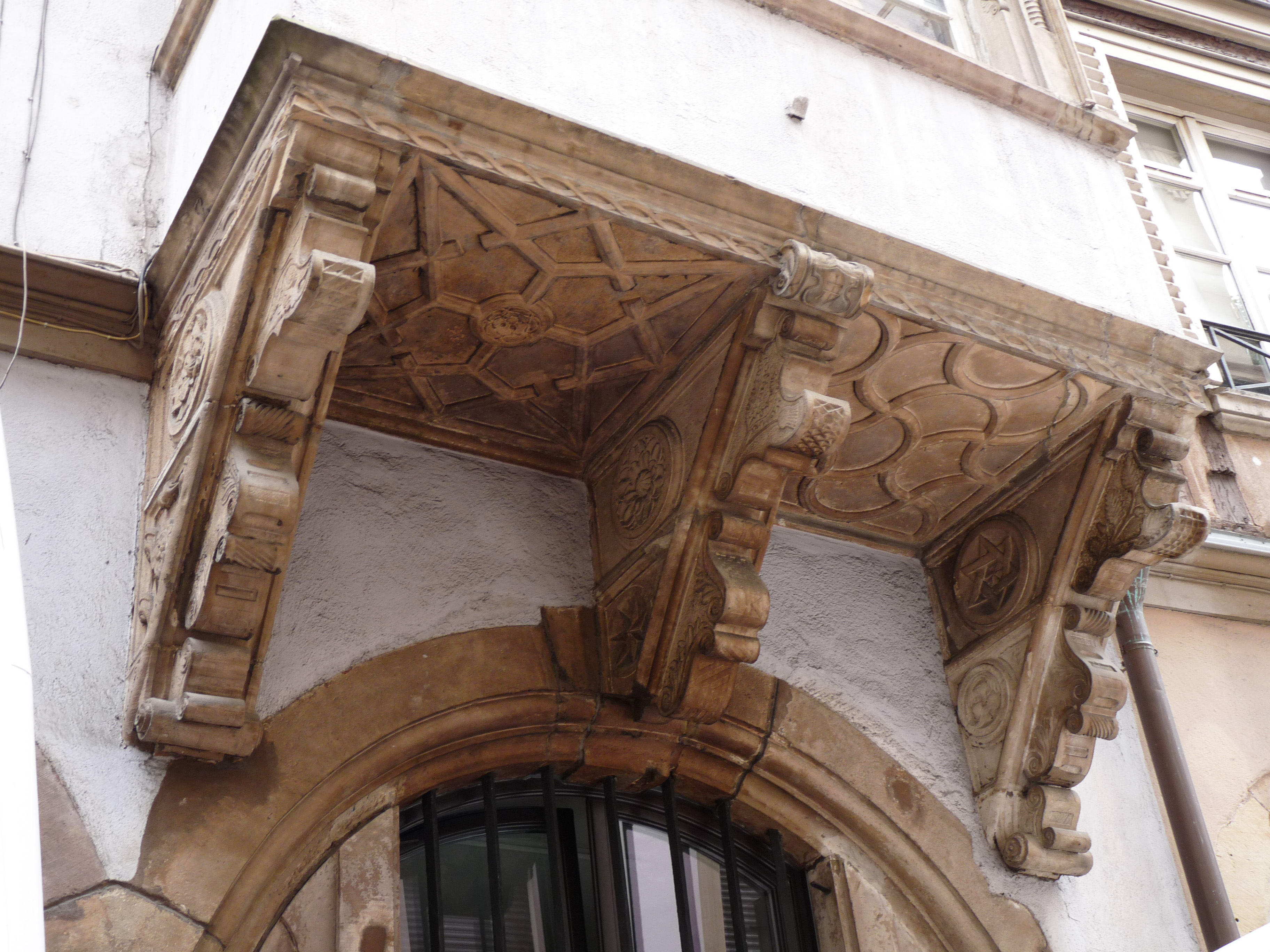

- no 4 : La maison Zur alten Münss (« à l'ancienne monnaie ») a pu être datée de 1442 par dendrochronologie, mais plusieurs vestiges, tels que la porte en arc brisé gothique ou les baies Renaissance, suggèrent une construction antérieure[9]. En particulier, l'arc en accolade de la fenêtre du rez-de-chaussée permet de dater l'infrastructure de l'édifice du XVe siècle[3]. L'emplacement lui-même est évoqué dès 1283 sous le nom Zu der alten Münssen[2].